# アヴィニョン (小惑星)
アヴィニョン (9385 Avignon) は、小惑星帯に位置する小惑星。ベルギーの天文学者エリック・ヴァルター・エルストがヨーロッパ南天天文台で発見した。
フランスの南東部に位置する都市でヴォクリューズ県の県庁所在地であるアヴィニョンにちなんで命名された。